# KVSH
Luciano Rodrigues de Carvalho Ferreira (Nova Lima, 14 de novembro de 1993), mais conhecido pelo nome artístico KVSH, é um produtor musical, empresário e DJ de música eletrônica brasileiro. Ganhou projeção musical com a música "Potter" com samples do filme Harry Potter, alcançando #1 lugar de músicas mais virais no Spotify em 2016. Depois de lançar músicas como "Sede Pra Te Ver" (2017) e "Cante Por Nós" (2018), ele conseguiu um contrato com o selo discográfico de eletrônica da Sony Music Brasil, Hub Records em 2019.
KVSH acumula no Spotify mais de 400 milhões de execuções e mais de 60 milhões no Youtube. Na plataforma musical ele chegou a sexta posição de artista mais ouvido no Brasil. Em 2020, fundou a sua gravadora Lemon Drops. Ele também foi eleito pela Forbes como "Under 30", categoria de pessoas que são destaques em sua profissão abaixo dos 30 anos.

## Biografia e carreira

### Primeiros anos
Em 2014, Luciano começou seu curso de arquitetura na Pontifícia Universidade Católica de Minas Gerais (PUC Minas) e nas horas vagas, fazia remixes de algumas músicas de forma improvisada e às vezes se apresentava como DJ em algumas festas de faculdade. Com o dinheiro que ganhava nos estágios ele começou a investir em equipamentos. Nesse meio tempo, ele havia lançado alguns remixes tendo como referência no que estava sendo tocado na capital de Minas Gerais, Belo Horizonte e no exterior, mas nenhuma teve grande sucesso. Seu nome artístico KVSH, veio de quando ele jogava o jogo de computador Counter-Strike, em que usava o apelido KUSH; para diferenciar ele decidiu trocar o "U" por "V".

### 2016-18: "Potter" e ascensão musical
Ao assistir um dos filmes do Harry Potter com seu irmão, ele teve a ideia de usar um sample do filme para poder produzir uma música. "É uma melodia legal, que todo mundo conhece, pensei que poderia funcionar. Fiz, mostrei para alguns amigos, muita gente não gostou, achou bobo, desconfiou. Mas lancei na internet e logo virou sucesso e começou a tocar em muitas festas", disse ele. A música foi lançada em seu perfil oficial no Soundcloud em 29 de junho de 2016 e alcançou o 1º lugar na plataforma de streaming Spotify em paradas de músicas mais virais no Brasil, Colômbia e México, e também foi incluída em sets de vários DJs.
Em 9 de março de 2018, Vintage Culture lançou a canção "Cante por Nós", com produção de KVSH e Breno Miranda, que também deu voz a música. Lançada pelo selo discográfico de música eletrônica da Sony Music Brasil, Hub Records, "Cante por Nós" havia sido lançada originalmente por Breno no YouTube. KVSH viu potencial na música e então chamou Breno para seu estúdio para gravar os vocais da canção junto com a guitarra e fazer a pré-produção da faixa. A produção foi enviada à Vintage para começar a ajudar na produção na música; "A primeira versão que o Vintage e KVSH me mostraram me deixou um pouco sem saber qual era a intenção real, eles vieram com um drop muito ousado, tive uma certa resistência. Porém, quando vi a música sendo tocada para milhares de pessoas em um show do Vintage Culture, fiquei de cara. Realmente ficou um trabalho muito bem-feito", argumentou Breno. A música conseguiu o certificado de disco de diamante pela Pro-Música Brasil por suas vendas terem ultrapassado 300.000 cópias.

### 2019-20: Contrato com a Hub Records
Amigos de KVSH, a dupla de produtores The Otherz eles estavam conversando sobre uma possível colaboração, foi quando foi mostrado a KVSH uma canção de FRÖEDE. Em 12 de julho de 2019, o trio lançou a canção "Can’t Get Over You" do gênero house music, inspirado nos anos 90. O videoclipe da música foi lançado três dias depois (15), com direção de Evandro Caixeta em Belo Horizonte. Ele foi inspirado na série It's Bruno (2019) da Netflix. A música foi certificada como disco de platina pela Pro-Música Brasil.
Depois de lançar suas músicas de forma independente, KVSH assinou contrato com a Hub Records. "In Time" com Malifoo foi o primeiro lançamento oficial pela gravadora em 9 de novembro de 2019. A canção havia sido produzida primeiramente por Malifoo, que mostrou a demo da música para KVSH a caminho de um show em Goiás. Com a sua ajuda, ele tirou um pouco do ritmo tropical house, deixando-a mais "encorpada" e menos lenta.
Em 18 de dezembro de 2020, Vintage Culture lançou sua a segunda colaboração com KVSH, com a faixa "Terrified", também produzida por Bruno Be e vocal de The Beach. A canção foi incluída no extended play Vintage Culture & Friends 4.

### 2021-presente
Em 26 de março de 2021 juntamente com o lançamento da segunda compilação de Alok, CONTROVERSIA by Alok Vol. 001, foi lançada a faixa "Smoke Me" com CRÜPO e participação de Conan Mac pela gravadora Controversia.
Um remix da canção "Várias Queixas" do grupo Gilsons foi lançada em 19 de março de 2021 com produção de Vintage Culture e KVSH. Para esse remix, a dupla de produtores modificou as batidas por minuto (BPM) da canção para combinar com o vocal e usou o gênero Afro house com drops semelhantes a outra música de Vintage, "Pontos de Exclamação". KVSH argumentou dizendo: "A sonoridade dessa versão foi criada em cima de um som mais Tribal, uma vertente que sempre esteve presente na música eletrônica e que nos últimos anos vem ganhando mais espaço".
Enquanto fazia uma live em seu canal no Youtube para avaliar produções de seus telespectadores, KVSH recebeu uma faixa do produtor Schillist que se chamava "Lean Back". Ao tocar a música, várias pessoas ficaram impressionadas com a qualidade da produção, chamando a atenção de KVSH. Então, ele pediu que pudesse participar da música para que ela fosse lançada. Oficialmente com o nome de "Sicko Drop" a música foi lançada pela gravadora holandesa STMPD Records, pertencente ao DJ Martin Garrix em 12 de maio de 2021. "Sicko Drop" debutou na parada de singles americana Dance/Electronic Songs da Billboard na posição #35.

#### Incêndio no Café de La Musique
Durante uma apresentação de KVSH no Café de La Musique em Maceió em 30 de dezembro de 2023, um show pirotécnico causou um incêndio que interrompeu o evento. Apesar de não deixar feridos o incêndio, que mobilizou quatro viaturas e dezessete homens do Corpo de Bombeiros de Alagoas, causou prejuízos consideráveis e o cancelamento do show seguinte de Hugo e Guilherme e das demais apresentações previstas para a casa de eventos. Uma jornalista que acompanhava o show comparou o incêndio ao ocorrido na boate Kiss em 2013.